# A quattro mani (musica)

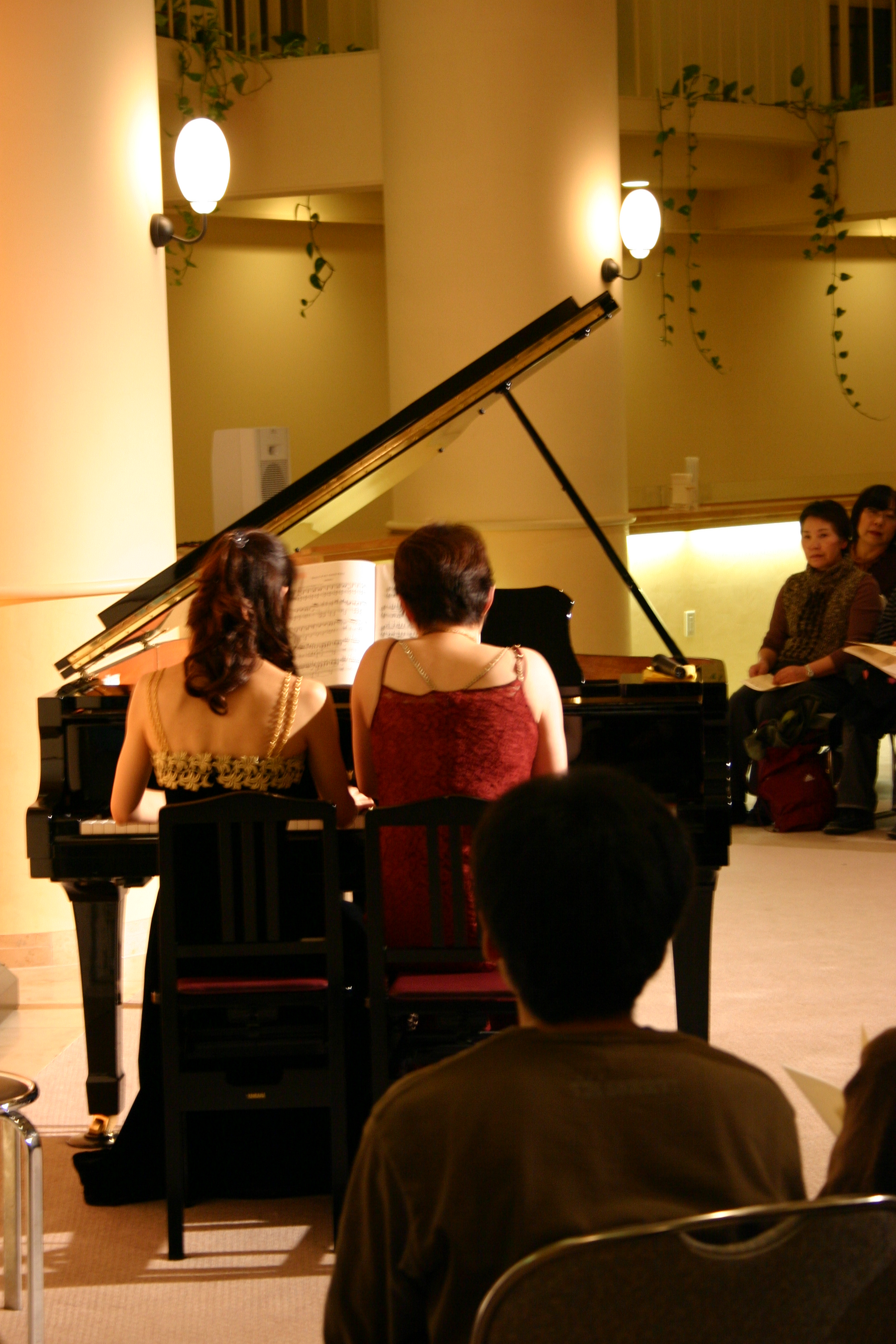
Due pianiste che suonano a quattro mani

Una composizione a quattro mani è un qualsiasi pezzo scritto per essere suonato da due pianisti contemporaneamente su uno stesso pianoforte. Quando i due esecutori suonano su due pianoforti differenti si parla più propriamente di "duo pianistico". 
Hanno composto per pianoforte a quattro mani musicisti come Wilhelm Friedemann Bach (Divertimento a quattro mani), Muzio Clementi, Wolfgang Amadeus Mozart (Sonate a quattro mani), Ludwig van Beethoven, Franz Schubert (Fantasia in fa minore), Johannes Brahms (16 valzer per pianoforte a quattro mani), Gabriel Fauré (Dolly) e autori più recenti come Ottorino Respighi e Franco Margola.